# 推不倒
推不倒，為麻將一種和牌形式。國標麻將為8番，廣東麻雀為5番，不計缺一門。

## 概要
推不倒指的是以上下沒區別牌面圖形(無視顏色)來和牌。即使將牌面倒過來看還是一樣的圖形。像倒過來變成不同的圖形而不算。
以下的牌都是推不倒主要對象：
在國標、廣東麻將中的白板如下圖，依然是推不倒：
 或 
需注意的是因上二筒下四筒的牌畫，且因字形關係而不算在內。
正立的六筒 與倒立的六筒並不同形（留意上二筒與下四筒之間有一道分澗位）。
正立的紅中 與倒立的紅中並不同形（留意書法筆畫）。
基本上，只要每一張上下倒置都長一樣的牌，組合成而胡牌，即稱「推不倒」。意即只能使用「推不到」的14種牌來胡牌。

## 例子
點和或。
七對子的狀況
點和，上例牌型另計無字。

## 變體

### 天下無雙[3]
為日本麻將研究家淺見了自創的役種，將國士無雙和推不倒融合，以門清方式集合14張推不倒的牌來和牌。
點和。

## 另見
- 斷紅